# Tarąg
Tarąg (niem. Taring See) – jezioro w gminie Morąg, w woj. warmińsko-mazurskim o powierzchni ok. 1,5 ha, leżące na południowy zachód od osady Nowe Bolity.